# Phaonia luculentimacula
Phaonia luculentimacula är en tvåvingeart som beskrevs av Xue 2000. Phaonia luculentimacula ingår i släktet Phaonia och familjen husflugor.
Artens utbredningsområde är Yunnan (Kina). Inga underarter finns listade i Catalogue of Life.